# Окультизм у Візантії

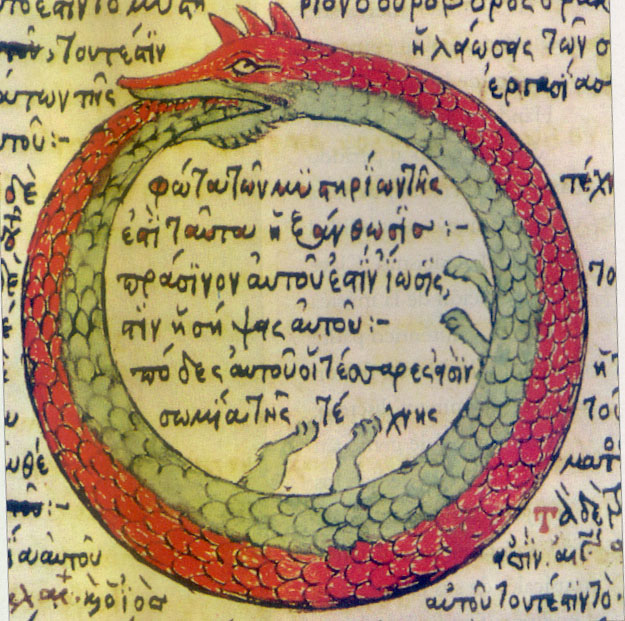
Зображення уробороса в алхімічному трактаті (1478 рік, Parisinus graecus 2327)

Окультизм у Візантії — сукупність окультних теорій і практик, що існували у Візантії. До числа найпоширеніших належали різноманітні магічні прийоми, зокрема спілкування із надприродними силами, виготовлення амулетів і ворожіння. Як і в Західній Європі, у Візантії були розвинені астрологія й алхімія. Проти чаклунства діяли законодавчі та церковні заборони, однак у повсякденному житті візантійців різні форми магії були повсюдно поширеними у всіх прошарках суспільства. Вивчення магії у Візантії здійснюється в контексті культурологічних досліджень в історії науки.
Упродовж сторіч візантійської історії змістовий бік поняття «магія» зазнав деяких змін. Якщо в ранньому період (IV—VIII сторіччя) практикувались успадковані з Античности форми чаклунства, та відбувалась адаптація колишніх традицій до реалій християнського світу, в пізнішу епоху магія прагматично сприймалась як сукупність прийомів, що давали змогу за допомогою надприродніх сил досягнути практичних цілей. Християнськими ортодоксами магія тлумачилась як наслана силами зла облуда, очевидно помилкова, оскільки оспорювала роль Бога як єдиного джерела влади у світі. Для більшости візантійців, не стурбованих доктринальними складнощами, магія становила можливість діяти поза божественним контролем, та не зважаючи на моральний бік питання.
Основні публікації грецьких астрологічних і алхімічних рукописів були завершені в 1930-х та 1940-х роках. В рамках вивчення візантійського окультизму поки ще не з'явились узагальнювальні теоретичні праці, однак вважається, що здійснені в рамках загальніших історичних або антропологічних досліджень спостереження та сформульовані в них визначення справедливі і для Візантії. До теперішнього часу монографічний розгляд одержали практично всі основні розділи окультних наук, вийшли декілька збірників статей і численні окремі дослідження.

## Історичний розвиток

### Магія в греко-римському світі

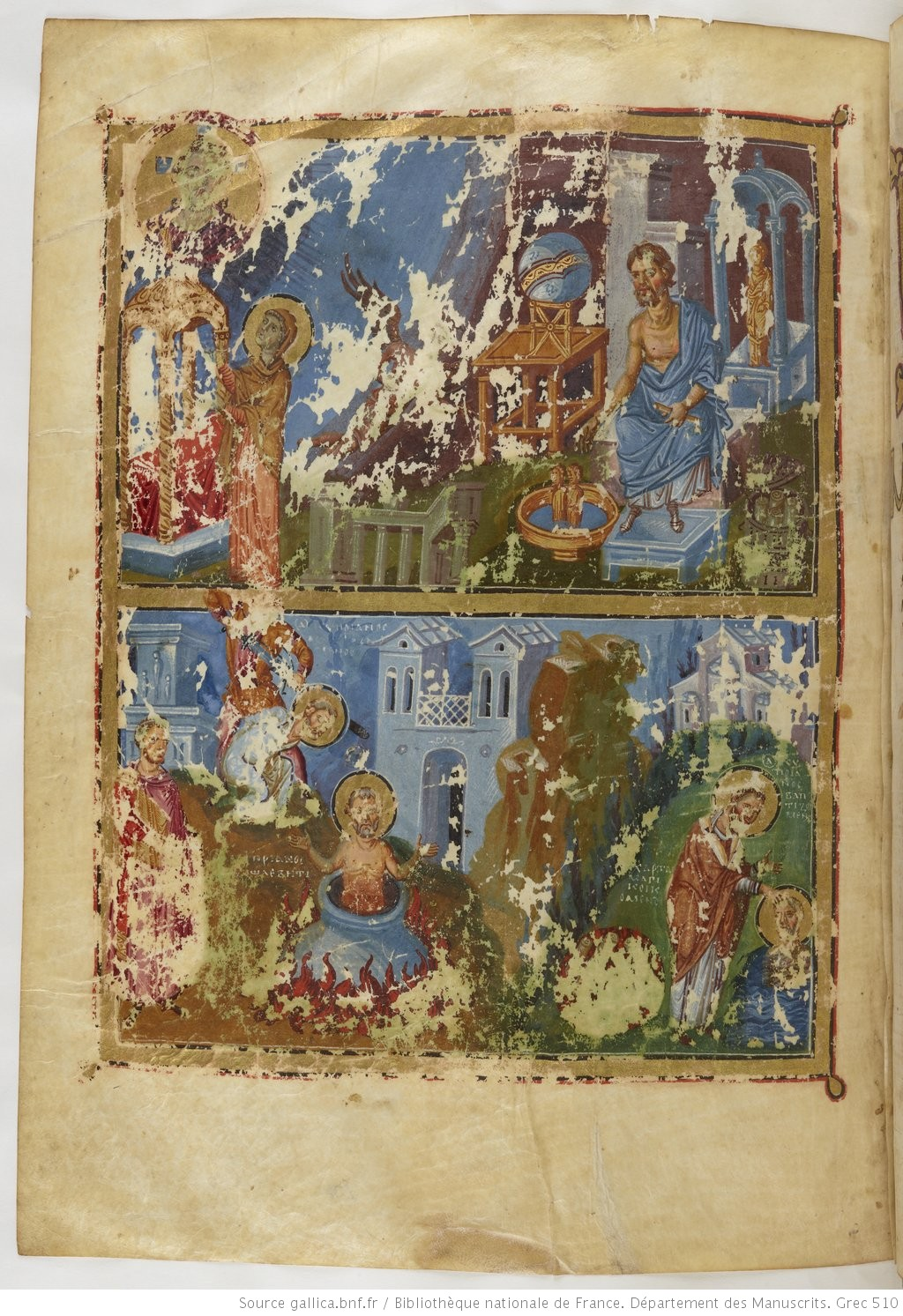
На ілюстрації з, IX сторіччя, святий Кіпріан представлений в образі язичницького філософа в оточенні магічних предметів. В нижній частині зображена сцена його хрещення

Згідно з сучасною російською філософинею Ю. С. Обідіною, основними рисами магічної діяльності стародавніх греків були її приватний характер і зосередженість на душах померлих. Приватність має на увазі перебування її поза сферою суспільної (полісної) релігії, взаємодія з демонами мертвих (дав.-гр. νεκυδαίμονες) мало за ціль змушення їх до певних дій. Магія фігурує вже в давньогрецькій мітології — Медея за допомогою зілль, чаклунства й інших ритуалів допомогла аргонавту Ясону здобути золоте руно. Традиційно вважається, що проти магія виступав Платон, засуджуючи її як антисоціяльну діяльність і порівнюючи її з отруйництвом, однак детальний аналіз магічної лексики його «Діялогів» показує складнішу картину. Пліній Старший приписував винайдення магії персам, що може послуговувати вказівкою на маргінальність магічних практик в Стародавньому Римі.
Теоретичною основою візантійського окультизму були космологічні уявлення стоїків, які розглядали всесвіт як заповнений пневмою живий організм. Пневма стоїків складається з вогню та повітря. Характеристикою пневми є «напруга» (дав.-гр. τόνος), яка забезпечує з'єднання матерії та взаємодію між частинами космосу. Ці частини не можуть діяти ізольовано, вони залежать від космосу в цілому й інших частин. За словами Хрісіппа (III ст. до н. е.), пневма перебуває в «симпатії щодо всього». Таким чином, будь-яка дія в одній частині космосу впливає на всі інші його частини. Врешті, пневма проникає в людське тіло й утворює душу, тим ж способом, яким проникає у всі речі космосу, і будучи його душою. Стоїчне вчення про космічну симпатію повпливало на погляди неоплатоніків, які відштовхувались також від висловлювань Платону в «Тимеї» про значення діміурга в народженні Всесвіту. В тлумаченні неоплатоніків симпатія забезпечувалась не пневмою стоїків, а певною аналогією або подобою між матеріяльним (включно із земною та небесною сферами) та нематеріяльним світами. Зв'язок розумівся асиметричним, тобто осяганий розумом світ міг впливати на фізичний, але не навпаки. З іншого боку, постулювався симетричний зв'язок між частинами матеріяльного світу, що давало змогу встановлювати відношення між земними та небесними явищами. Згідно з важливим для неоплатоніків текстом «Халдейських оракулів», космологічна дійсність має два аспекти — філософський і магічний. Перший із них влаштований ієрархічно, з божественною Тріадою у своїй основі: трансцендентний Отець, Деміург («Другий Розум») і Геката («Сила»). Рівнем нижче розміщуються різні структури ангелів і демонів, добрих і злих. До магічного аспекто входять ритуали та правила, за допомогою яких можливо викликати хороших демонів і захищатись від поганих. Пізніші неоплатоніки використовували поняття симпатії для пояснення того, яким чином в рамках магії та теургії з'являється можливість маніпулювати демонами або впливати на них.
В Стародавньому Римі чаклунство було забороненим ще Законами дванадцяти таблиць, які грозили смертю тим, «хто заворожить посіви» або скористається злими закляттями. За Сулли у 81-му році до н. е. до закону проти отруйників (лат. Lex Cornelia Sullæ de sicariis et veneficis) було включено виробників приворотних зілль, заносячи й те й інше до отрут (лат. venenum). Починаючи з Гая в II сторіччі (Dig. 50.16.236) римські юристи розрізняли хороші та погані отрути. В наступному сторіччі Юлій Павл визнав незаконними засоби, що виклиають кохання або аборт, а також перерахував додаткові злочини: людські жертвоприношення, привороти, «магічні мистецтва» в цілому та володіння відповідними книгами. Костянтин Великий (306—337) підтвердив попередні заборони, уточнивши, що немає нічого поганого в медичній магії або закляттях для запобігання поганій погоді. Констанцій II (337—361) прийняв закони проти некромантії та дій, що загрожували життям невинних. Пізніше були особливо виділені закляття з ціллю повпливати на результат скакових перегонів.

### Ставлення до магії в період пізньої Античности
На думку британського історика Пітера Брауна, розквіт магічних вірувань в IX сторіччі став наслідком кризи та розпаду керівного класу пізньої Римської імперії, передусім її східної частини. Кількість звинувачень у чаклунстві вища в періоди невизначеності, та зменшується з відновленням політичної та соціяльної стабільності в VI сторіччі, під час правління Юстиніана I (527—565) та виникненням «варварських королівств» на Заході. Дотримуючись концепції антрополога Едварда Еванс-Притчарда, який називав чаклунство «продуктом особистих відносин та стану невдачі», Браун бачить місце мага на стику двох пластів пізньоантичного суспільства, статичного світу чиновників і євнухів, і різного роду мобільних соціяльних груп, від великих землевласників до християнських єпископів. В такій парадигмі, «обвинувач» чаклунства — це людина одного «образу», і для неї можливі лише певні шляхи у світі; заперечуючи магію, вона заперечує додаткові джерела влади. Маг, натомість, дивиться на себе з боку і балансує між ними. Звинувачення змовників у чаклунстві, часті під час царствування імператорів середини IV сторіччя, Констанція II, Валентиніана I та Валента, мали за ціль не лише зганьбити обвинуваченого, але й підкреслити стабільність влади — адже доля імператора не може залежати від зла, що походить від простих смертних. Вже нестійкий стан традиційної язичницької аристократії, її опозиційність християнству, підвищував ймовірність згадування чаклунства в пов'язаних з ними конфліктах.
Християнство успадкувало як настороженість язичницької традиції щодо магії, так і її скептицизм. Як і всі тогочасні люди, ранні християни розглядали життєві невдачі як справу рук демонів, «що наводять або спустошливу хворобу, або безпліддя, або бурі, або яке-небудь подібне лихо». Тим не менш, Біблія не давала тут надійних орієнтирів, і богословам доводилось спиратись лише на нечисленні та невизначені вказівки, як, наприклад, Гал. 5:16-20, що засуджує в числі «пожадливости тіла» чари. Божественна всемогутність також не давала змоги визнавати могутність чаклуна, і воно визнавалось церквою лише в маніпулюванні демонами, спрямуванні своїх проклять на жертву. Вчення ранніх Отців церкви пов'язувало діяльність демонічних сил у світі з гріхопадінням Адама. Згідно з Августином, з причини гріхопадіння, Бог дозволив демонам стати своїми «суспільними катами», а рід людський зробив «іграшкою демонів». Безсумнівно, магія була плодом диявольських зусиль, але щодо ролі чаклуна існували різні думки — від дійсної участі до створення ілюзії.
Виступаючи проти фаталізму язичницької філософії, християнські автори критикували також елліністичну астрологію та ворожіння. Апологет II сторіччя Татіан пов'язував богів грецької мітології з демонами, які «винайшли долю». Він також стверджував, що використовувані знахарями засоби, трави, корені, кості й тому подібне, не дієві самі собою, а лише силою демонів. Тертулліан приписував винайдення магії й астрології упалим ангелам, однак з ціллю пояснення появи Вифлеємської зорі, був змушений допустити, що окультні дисципліни були дієві у світі до народження Христа. Оріген і неоплатонік Плотін вважали, що зорі не є причиною прийдешніх подій, а лише їх знаменням. Початок християнізації Римської імперії призвів до зміни ставлення до магії в суспільстві. За правління Костянтина Великого вперше з'являються свідчення про християнських священників, що практикують магію, однак важко сказати, якою мірою вони правдиві, і чи не є вони відображенням якихось доктринальних конфліктів. Найвідомішими прикладами в IV сторіччі є звинувачення в чаклунстві Атанасія Великого його противниками під час аріянського спору, та в V сторіччі єпископа Іви Едеського в період конфлікту довкола несторіанства та його сучасника Софронія, єпископа Антіохії Арабської. З житійної літератури відомо про звинувачених в чаклунстві представників нижчого духовенства. Проти тих, хто у хворобі звертався до магів, а не священників, проповідували Цезарій Арльський у Галлії та Шенуті в Єгипті.